# 黄钟杜鹃
黄钟杜鹃（学名：Rhododendron lanatum）为杜鹃花科杜鹃花属下的一个种。

## 扩展阅读
- 維基物種上的相關：黄钟杜鹃